# Bahnstrecke Zwickau–Crossen–Mosel
| Streckennummer: | 6646; sä. ZCM        |                                                                       |                                                                       |
| Kursbuchstrecke (DB): | —                    |                                                                       |                                                                       |
| Streckenlänge: | 7,996 km             |                                                                       |                                                                       |
| Spurweite: | 1435 mm (Normalspur) |                                                                       |                                                                       |
| Streckenklasse: | CM4                  |                                                                       |                                                                       |
| |                      |                                                                       |                                                                       |
| \| \| \| von Abzw Werdau Bogendreieck \| \| \| \| \| von Falkenstein (Vogtl) \| \| \| \| 0,000 \| Zwickau (Sachs) Hbf \| 289 m \| \| \| \| nach Schwarzenberg (Erzgeb) \| \| \| \| \| nach Dresden Hbf \| \| \| \| 0,954 \| Anst Spedition Kühne \| Anst Spedition Kühne \| \| \| 1,083 \| Anst Kohlenlager \| Anst Kohlenlager \| \| \| 1,105 \| Anst Metallschlauchwerk Zwickau GmbH \| Anst Metallschlauchwerk Zwickau GmbH \| \| \| 1,998 \| Anst Glasbau GmbH Zwickau \| Anst Glasbau GmbH Zwickau \| \| \| 1,998 \| Anst Handelsorganisation \| Anst Handelsorganisation \| \| \| 2,028 \| Anst Sachsenring GmbH, Werk II \| Anst Sachsenring GmbH, Werk II \| \| \| 2,405 \| Anst Gaswerk II Pölbitz \| Anst Gaswerk II Pölbitz \| \| \| 2,453 \| Anst Verkehrsbetriebe Zwickau GmbH \| Anst Verkehrsbetriebe Zwickau GmbH \| \| \| 2,474 \| Anst Zwickauer Fleisch- und Wurstwaren \| Anst Zwickauer Fleisch- und Wurstwaren \| \| \| 2,650 \| \| \| \| \| 2,891 \| Bachbrücke \| Bachbrücke \| \| \| 2,988 \| Anst Baumwollspinnerei Schön \| Anst Baumwollspinnerei Schön \| \| \| 3,076 \| Anst Sachsenring GmbH, Werk III \| Anst Sachsenring GmbH, Werk III \| \| \| 3,137 \| Anst Sägewerk Proß & Saupe \| Anst Sägewerk Proß & Saupe \| \| \| 3,315 \| Anst Konsumgenossenschaft \| Anst Konsumgenossenschaft \| \| \| 3,380 \| Bachbrücke \| Bachbrücke \| \| \| 3,550 \| Anst Holzhandel Dresden GmbH \| Anst Holzhandel Dresden GmbH \| \| \| \| \| \| \| \| 3,811 \| Anst Sachsentrans, ehem. Anst VEB Zellstoff- und Papierfabrik Crossen \| Anst Sachsentrans, ehem. Anst VEB Zellstoff- und Papierfabrik Crossen \| \| \| \| \| \| \| \| 4,011 \| Anst WISMUT AG \| Anst WISMUT AG \| \| \| 4,020 \| Bachbrücke \| Bachbrücke \| \| \| 4,134 \| Crossen Übergabebf \| 260 m \| \| \| 4,149 \| Anst Umspannwerk Crossen \| Anst Umspannwerk Crossen \| \| \| 4,223 \| Kreuzung mit Feldbahn Eisenwerk \| Kreuzung mit Feldbahn Eisenwerk \| \| \| 4,617 \| Bachbrücke \| Bachbrücke \| \| \| 4,661 \| Anst WISMUT Objekt 101 (Neuanlage) \| Anst WISMUT Objekt 101 (Neuanlage) \| \| \| 5,010 \| Anst WISMUT Objekt 101 (Altanlage) \| Anst WISMUT Objekt 101 (Altanlage) \| \| \| 5,350 \| Bachbrücke \| Bachbrücke \| \| \| 6,370 \| Anst Sandwerk Oberrothenbach \| Anst Sandwerk Oberrothenbach \| \| \| 7,801 \| Brücke Zinnbach \| Brücke Zinnbach \| \| \| \| von Abzw Werdau Bogendreieck \| \| \| \| 7,996 \| Mosel \| 257 m \| \| \| \| nach Dresden Hbf \| \| |                      |                                                                       |                                                                       |
| Strecke |                      | von Abzw Werdau Bogendreieck                                          | von Abzw Werdau Bogendreieck                                          |
| Abzweig geradeaus und von rechts |                      | von Falkenstein (Vogtl)                                               | von Falkenstein (Vogtl)                                               |
| Bahnhof | 0,000                | Zwickau (Sachs) Hbf                                                   | 289 m                                                                 |
| Abzweig geradeaus und nach rechts |                      | nach Schwarzenberg (Erzgeb)                                           | nach Schwarzenberg (Erzgeb)                                           |
| Abzweig ehemals geradeaus und nach links |                      | nach Dresden Hbf                                                      | nach Dresden Hbf                                                      |
| Abzweig geradeaus und von links (Strecke außer Betrieb) | 0,954                | Anst Spedition Kühne                                                  | Anst Spedition Kühne                                                  |
| Abzweig geradeaus und von links (Strecke außer Betrieb) | 1,083                | Anst Kohlenlager                                                      | Anst Kohlenlager                                                      |
| Abzweig geradeaus und von links (Strecke außer Betrieb) | 1,105                | Anst Metallschlauchwerk Zwickau GmbH                                  | Anst Metallschlauchwerk Zwickau GmbH                                  |
| Abzweig geradeaus und von links (Strecke außer Betrieb) | 1,998                | Anst Glasbau GmbH Zwickau                                             | Anst Glasbau GmbH Zwickau                                             |
| Abzweig geradeaus und von links (Strecke außer Betrieb) | 1,998                | Anst Handelsorganisation                                              | Anst Handelsorganisation                                              |
| Abzweig geradeaus und von links (Strecke außer Betrieb) | 2,028                | Anst Sachsenring GmbH, Werk II                                        | Anst Sachsenring GmbH, Werk II                                        |
| Abzweig geradeaus und von links (Strecke außer Betrieb) | 2,405                | Anst Gaswerk II Pölbitz                                               | Anst Gaswerk II Pölbitz                                               |
| Abzweig geradeaus und von rechts (Strecke außer Betrieb) | 2,453                | Anst Verkehrsbetriebe Zwickau GmbH                                    | Anst Verkehrsbetriebe Zwickau GmbH                                    |
| Abzweig geradeaus und von links (Strecke außer Betrieb) | 2,474                | Anst Zwickauer Fleisch- und Wurstwaren                                | Anst Zwickauer Fleisch- und Wurstwaren                                |
| | 2,650                |                                                                       |                                                                       |
| Brücke über Wasserlauf | 2,891                | Bachbrücke                                                            | Bachbrücke                                                            |
| Abzweig geradeaus und ehemals von links | 2,988                | Anst Baumwollspinnerei Schön                                          | Anst Baumwollspinnerei Schön                                          |
| Abzweig geradeaus und ehemals von links | 3,076                | Anst Sachsenring GmbH, Werk III                                       | Anst Sachsenring GmbH, Werk III                                       |
| Abzweig geradeaus und ehemals von links | 3,137                | Anst Sägewerk Proß & Saupe                                            | Anst Sägewerk Proß & Saupe                                            |
| Abzweig geradeaus und ehemals von links | 3,315                | Anst Konsumgenossenschaft                                             | Anst Konsumgenossenschaft                                             |
| Brücke über Wasserlauf | 3,380                | Bachbrücke                                                            | Bachbrücke                                                            |
| Abzweig geradeaus und ehemals von links | 3,550                | Anst Holzhandel Dresden GmbH                                          | Anst Holzhandel Dresden GmbH                                          |
| |                      |                                                                       |                                                                       |
| Abzweig geradeaus und nach rechts | 3,811                | Anst Sachsentrans, ehem. Anst VEB Zellstoff- und Papierfabrik Crossen | Anst Sachsentrans, ehem. Anst VEB Zellstoff- und Papierfabrik Crossen |
| |                      |                                                                       |                                                                       |
| Abzweig geradeaus und ehemals von rechts | 4,011                | Anst WISMUT AG                                                        | Anst WISMUT AG                                                        |
| Brücke über Wasserlauf | 4,020                | Bachbrücke                                                            | Bachbrücke                                                            |
| ehemaliger Dienststation / Betriebs- oder Güterbahnhof | 4,134                | Crossen Übergabebf                                                    | 260 m                                                                 |
| Abzweig geradeaus und nach links | 4,149                | Anst Umspannwerk Crossen                                              | Anst Umspannwerk Crossen                                              |
| Kreuzung (Querstrecke außer Betrieb) | 4,223                | Kreuzung mit Feldbahn Eisenwerk                                       | Kreuzung mit Feldbahn Eisenwerk                                       |
| Brücke über Wasserlauf | 4,617                | Bachbrücke                                                            | Bachbrücke                                                            |
| Abzweig geradeaus und ehemals von rechts | 4,661                | Anst WISMUT Objekt 101 (Neuanlage)                                    | Anst WISMUT Objekt 101 (Neuanlage)                                    |
| Abzweig geradeaus und ehemals von rechts | 5,010                | Anst WISMUT Objekt 101 (Altanlage)                                    | Anst WISMUT Objekt 101 (Altanlage)                                    |
| Brücke über Wasserlauf | 5,350                | Bachbrücke                                                            | Bachbrücke                                                            |
| Abzweig geradeaus und ehemals nach rechts | 6,370                | Anst Sandwerk Oberrothenbach                                          | Anst Sandwerk Oberrothenbach                                          |
| Brücke über Wasserlauf | 7,801                | Brücke Zinnbach                                                       | Brücke Zinnbach                                                       |
| Abzweig geradeaus und von links |                      | von Abzw Werdau Bogendreieck                                          | von Abzw Werdau Bogendreieck                                          |
| Bahnhof | 7,996                | Mosel                                                                 | 257 m                                                                 |
| Strecke |                      | nach Dresden Hbf                                                      | nach Dresden Hbf                                                      |

Die Bahnstrecke Zwickau–Crossen–Mosel (auch Industriebahn Zwickau–Crossen–Mosel) war eine nur dem Güterverkehr dienende Nebenbahn in Sachsen. Sie verlief von Zwickau parallel zur Hauptbahn Dresden–Werdau über Crossen nach Mosel. Heute existiert nur noch ein Teil der Strecke als Nebengleis des Bahnhofes Mosel.

## Geschichte

Ein Zug der Kgl. Sächsischen Staatseisenbahnen am Sandwerk Oberrothenbach (1909)

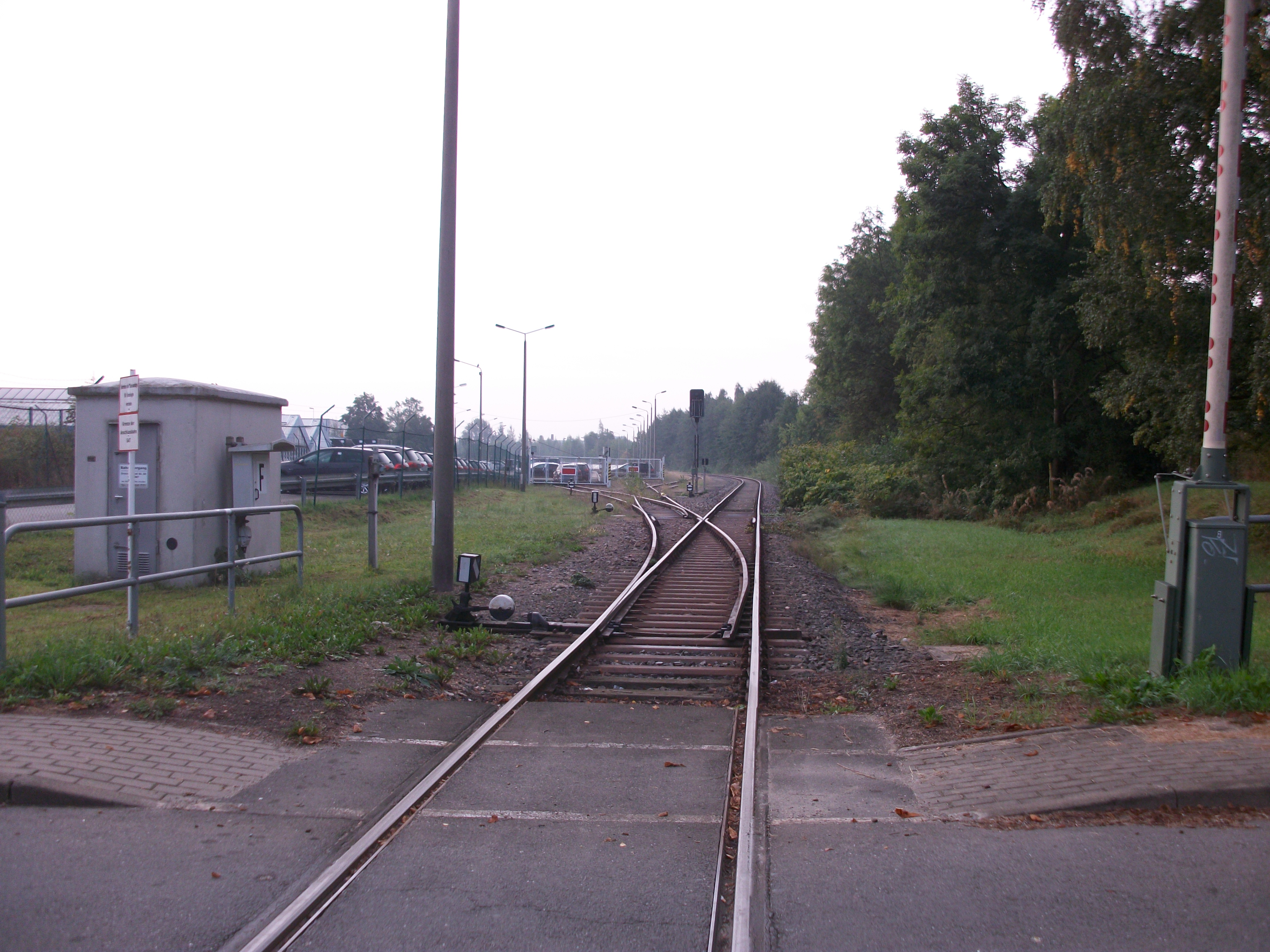
Crossen Übergabebf, Einfahrt (2016)

Ende des 19. Jahrhunderts war Zwickau vor allem durch den Steinkohlenbergbau geprägt, der vor allem im Süden und Osten der Stadt viele für Industrieansiedlungen geeignete Flächen beanspruchte. Im Norden der Stadt bestand viel Raum für künftige Industrien, es fehlte jedoch an einer günstigen Verkehrsanbindung. Als einziges Industrieunternehmen des Gebietes bestand vor 1890 die Papierfabrik C. F. Leonhardt in Crossen, die sich auf eigene Kosten ein schmalspuriges Anschlussgleis von der Schmalspurbahn Mosel–Ortmannsdorf (Mülsengrundbahn) hatte legen lassen.
In dieser Situation regte der Zwickauer Stadtbaurat das Projekt einer privat finanzierten Industriebahn an, die in Zwickau beginnen und parallel zur Hauptbahn Dresden-Werdau bis Mosel führen sollte. Im Jahr 1890 gründete sich eine Aktiengesellschaft, die am 22. November 1891 die Konzession für die Strecke erhielt. Die Stadt Zwickau stellte den Baugrund kostenlos zur Verfügung, so dass im April 1892 der Bau der Strecke beginnen konnte. Zwischen Crossen und Mosel wurde das schmalspurige Anschlussgleis der Papierfabrik für die Trassierung genutzt.
Am 8. Juli 1893 wurde die Strecke mit einem Festakt eröffnet. Den Betrieb führten die Königlich Sächsischen Staatseisenbahnen auf Rechnung der Gesellschaft aus. Am 1. Januar 1900 ging die Industriebahn durch Kauf an die Staatsbahn über. Im sächsischen Streckenbezeichnungsschema wurde die Strecke fortan als ZCM-Linie bezeichnet.
In den folgenden Jahren kam es schließlich zur Ansiedlung bedeutender Unternehmen an der Strecke. Bis zum Ersten Weltkrieg entstanden insgesamt neun neue Anschlussgleise, darunter auch die der später weltbekannten Automobilfirmen Horch und Audi. Bei Crossen entstand die Verladeanlage des Sandwerkes Oberrothenbach, welches Versatzmaterial für den Zwickauer Steinkohlenbergbau lieferte.
Größere strukturelle Änderungen im Bahngebiet gab es erst wieder nach dem Zweiten Weltkrieg. Die sowjetische Besatzungsmacht demontierte Ende 1945 die Papierfabrik Crossen und den zugehörigen Übergabebahnhof als Reparationsleistung. Der Übergabebahnhof wurde 1948 wieder aufgebaut und auch die Papierfabrik wurde später dann als Volkseigener Betrieb wieder eingerichtet. Die sowjetische Wismut AG übernahm 1950 nahe der Papierfabrik ein stillliegendes Werksgelände, wo bis 1952 eine Uranerzwäsche aufgebaut wurde. Dieses unter der Tarnbezeichnung „Objekt 101“ betriebene Werk sorgte bis Ende 1989 für einen regen Zugverkehr auf der Strecke. Mehrmals täglich trafen in Crossen schwere Erzzüge ein.
Eine Zäsur für die Strecke war 1989/90 die politische Wende im Osten Deutschlands. Innerhalb kürzester Zeit stellten fast alle Betriebe entlang der Trasse ihre Produktion ein und die Streckenauslastung verringerte sich drastisch.
Am 10. Dezember 1998 wurde die Stilllegung der Strecke von Zwickau bis Kilometer 2,650 vom Eisenbahnbundesamt genehmigt, juristisch vollzogen wurde sie am 30. April 1999. Der noch bediente Streckenabschnitt bis Mosel erhielt den Status eines Nebengleises des dortigen Bahnhofes. Dieser noch betriebene Abschnitt wurde in den Jahren 2000 und 2001 für das geplante Gewerbegebiet Zwickau Nord umfangreich saniert.